# Bájulo
El término bájulo (en griego: βαΐουλος) se utilizó en el Imperio bizantino para referirse a un preceptor o tutor de los príncipes imperiales. Solo se conoce un puñado de titulares, pero debido a la proximidad del cargo con la familia imperial y los lazos que creó con futuros emperadores, varios bájulos se encontraban entre los funcionarios más importantes de su tiempo.

## Origen e historia
El término deriva del término latino bailío («portador»), que en el siglo iv pasó a significar «enfermero» o «preceptor». Así, en el siglo xii, el teólogo Teodoro Balsamón afirmó que provenía de baïon (βαΐον, hoja de palma) porque el preceptor estaba encargado de supervisar el crecimiento de las mentes jóvenes. El término rara vez se usaba, y solo en la época bizantina; no está atestiguado en griego moderno. El erudito del siglo xiii Manuel Moscópulo ofrece los términos griegos equivalentes bien establecidos παιδαγωγός y παιδοτρίβης.
El término se aplicó a los tutores y preceptores de los príncipes imperiales, que gozaban de una autoridad bastante extensa. Como escribe Vitalien Laurent, no sólo estaba «encargado de la instrucción y la educación, sino de todo lo necesario para ayudar al niño a convertirse, física e intelectualmente, en un hombre». El cargo puso a sus titulares en estrecho contacto con la familia imperial, y el vínculo creado entre un bájulo y su alumno podría conducir a una influencia política significativa. No es casualidad que dos del puñado de titulares conocidos, Antíoco en el siglo v y Basilio Lecapeno en el siglo x, ascendieron a ministros principales todopoderosos bajo sus respectivas salas, mientras que incluso los demás parecen haber jugado un papel político importante. Basilio Lecapeno en particular recibió el título aún más elevado de gran bájulo (μέγας βαΐουλος, «gran preceptor»), que pudo haber existido a partir de entonces junto con varios bájulos menores.
A pesar de su importancia, el oficio está completamente ausente de los manuales bizantinos tempranos y medios sobre oficios y ceremonias imperiales, hasta el siglo xiv. Pseudo-Codinos, escribiendo después de mediados del siglo xiv, no sabía dónde se ubicaría el gran bájulo en la jerarquía bizantina, pero otras listas contemporáneas de cargos, como el apéndice del Hexabiblos y la lista de versos de Mateo Blastares, que refleja el uso bajo Andrónico II Paleólogo o durante el reinado de Andrónico III Paleólogo, lo colocan en el puesto 18, después del paracemomeno y ante del curopalate. Ernst Stein propuso que el bájulo fuera reemplazado por el tatas, pero esta conjetura fue rechazada por Laurent.

## Lista de titulares conocidos
| Name              | Tenure                                        | Notes | Refs                 |
| ----------------- | --------------------------------------------- | --- | -------------------- |
| Antíoco           | Inicios de los años 400                       | Enviado por el sah del Imperio sasánida como tutor del futuro Teodosio II, se convirtió en un poderoso primer ministro bajo Teodosio. El título es quizás anacrónico, dado por historiadores del siglo ix. | [ 10 ]               |
| Esteban           | Años 580/590                                  | Tutor de Teodosio, hijo de Mauricio. El título apareció en una traducción griega de un texto siríaco y también puede ser anacrónico. | [ 11 ]               |
| Juan Picrídio     | c. 789-790                                    | Protospatario y bájulo de Constantino VI. Fue torturado, tonsurado y exiliado a Sicilia bajo la emperatriz regente Irene de Atenas en 789, pero cuando Constantino VI tomó el poder en 790 fue llamado. Probablemente pudo ser el fundador del monasterio de Picrídio en Constantinopla.                                                                        | [ 12 ] [ 13 ]        |
| Gregorio          | c. 873/875-885                                | Titulado primicerio y protospatario imperial, fue estratego en el sur de Italia y luchó contra los sarracenos: en 876 capturó Bari y en 877-879 recibió cuatro cartas del papa Juan VIII, pidiendo su ayuda contra los sarracenos. Su última constancia se produce en 885, cuando estaba activo en Montecassino.                                                | [ 12 ] [ 14 ]        |
| Manuel el Armenio | c. 842/843                                    | Distinguido comandante militar bajo Teófilo, fue uno de los oficiales más prominentes bajo el reinado temprano de Miguel III hasta que colapsó en una lucha de poder con Teoctisto. Un sello de la época lo registra como "patricio, protospatario imperial, magistro y bájulo del emperador".                                                                  | [ 12 ] [ 14 ]        |
| Sergio            | Finales del siglo ix / principios del siglo x | [ 15 ] |                      |
| Basilio Lecapeno  | c. 944/947                                    | El hijo bastardo de Romano I Lecapeno, se convirtió en un gran bájulo y luego en un paracemomeno, y dominó el gobierno imperial de facto como primer ministro durante gran parte de 947–985, bajo los emperadores Constantino VII (su cuñado), Nicéforo II, Juan I y Basilio II (su sobrino).                                                                   | [ 16 ] [ 17 ] [ 18 ] |
| León de Maralda   | c. 1019                                       | Conocido solo a través de Lupo Protospatario como uno de los emisarios enviados desde Troia a Basilio Boioanes en 1019. No está claro si el título de bájulo es auténtico o si es una interpolación posterior o incluso una mala traducción, o si se refiere a la posición áulica bizantina de alguna manera. "Maralda" es probablemente el nombre de su padre. | [ 19 ] [ 20 ]        |
| Anónimo           | c. años 1230                                  | Tutor anónimo de Teodoro II. | [ 4 ]                |